# Isometria composta
Isometrias compostas são composições de duas ou mais isometrias simples. 
Um exemplo de  isometria composta é a reflexão deslizante (ou translação refletida), que consiste numa reflexão seguida de uma translação ou vice-versa. O eixo da reflexão é sempre paralelo à direção da translação.

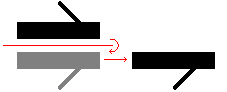
Uma reflexão deslizante